# 안드레 2세
앙드레 2세(André II, 1798년 8월 31일 ~ 1840년 8월 31일)는 19세기 콩고 왕국의 마니콩고였다.

## 생애
가르시아 5세 군왕의 서자(庶子)로 출생한 그는 1815년에 부왕(父王)으로부터 왕태자 책봉되어 이후 1825년부터 1830년까지 부왕 가르시아 5세의 대리청정을 전담하다가 1830년 부왕이 선위를 받아 콩고 왕국 군왕으로 보위에 올라 같은 해 부왕(父王) 가르시아 5세의 상왕(上王) 전향 이후 서거를 목도하는 등 부친상(父親喪)을 치렀으며 그 이후 1839년 4월 30일까지 콩고 왕국 군왕으로 재위하였으며 1840년 2월 29일부터 1840년 4월 30일까지 아들 앙리크 왕태자에게 대리청정을 부여하였고 1839년 4월 30일을 기하여 아들 앙리크 왕태자에게 보위를 전격 선위하였으며 퇴위 후 상왕(上王)으로 전향하였다. 1년 4개월 후 1840년 8월 31일을 기하여 만성 홍역으로 인하여 향년 42세로 훙서(서거)하였다.